# The Jerusalem Post
The Jerusalem Post is een Israëlische krant op tabloidformaat die onder zijn huidige naam sinds 1950 bestaat. De krant wordt zowel in de Engelse als de Franse taal uitgebracht. The Jerusalem Post verschijnt dagelijks, behalve op de sabbat en de joodse feest- en gedenkdagen. De krant wordt gepubliceerd in Jeruzalem, waar zich ook het hoofdkantoor bevindt. Hoofdredacteur is Steve Linde. 
Alhoewel het een kleinere krant betreft (met een oplage van enkele tienduizenden - doordeweeks 15.000 en in het weekend 40.000 stuks) - neemt het wat betreft grootte een vierde plaats op de lijst van Israëlische kranten in), is zijn bereik groot doordat het door veel Israëlische politici, buitenlandse journalisten, diplomaten en toeristen wordt gelezen en een wereldwijde verspreiding kent.
Op 1 december 1932 werd zijn voorloper, het zionistische The Palestine Post, door de uit Oekraïne en de Verenigde Staten afkomstige journalist Gershon Agron opgericht.
The Jerusalem Post was tot 1989 een vrijzinnig-links-georiënteerde krant die doorgaans de Arbeidspartij steunde in zijn berichtgeving. Nadat de krant in dat jaar in handen was gekomen van het Canadese nieuwsbedrijf Hollinger Inc., veranderde de redactionele inhoud van de krant en richtte het de koers meer gelijk met die van Likoed.
Een aantal van de journalisten kon zich in deze koerswijziging niet vinden en begon het om de veertien dagen uitkomende The Jerusalem Report.
Sinds 2004 is The Jerusalem Post in handen van de Mirkaei Tikshoret Group, een Israëlische nieuwsbladenuitgever uit Tel Aviv, die hiervoor een bedrag van 13,2 miljoen dollar op tafel legde. Het was de bedoeling dat het Canadese CanWest Global Communications voor de helft zou deelnemen aan de overname maar volgens de Mirkaei Tikshoret Group zouden daar geen bindende afspraken over zijn gemaakt. Een arbiter in New York stelde het Israëlische bedrijf in 2006 uiteindelijk in het gelijk.
Ook deze overname heeft gevolgen voor de koers van The Jerusalem Post gehad, tegenwoordig beweegt de krant zich politiek gesproken meer in een middenpositie.